# Avismanden
Avismanden er en dansk film fra 1952, instrueret af Jon Iversen og skrevet af Peer Guldbrandsen. Den er en filmatisering af en af præsten Aage Falk Hansens romaner og fortæller om en kristen avissælger på Vesterbro Torv, der gør alt for at hjælpe de mennesker han møder og få dem til at forstå evangeliet.

## Medvirkende
- Ib Schønberg
- Angelo Bruun
- Emil Hass Christensen
- Karin Nellemose
- Bendt Rothe
- Johannes Meyer
- Lisbeth Movin
- Preben Lerdorff Rye
- Pouel Kern
- Anne-Marie Juhl
- Kjeld Jacobsen
- Anna Henriques-Nielsen
- Ib Conradi
- Else Jarlbak
- Henry Nielsen
- Poul Müller